# Oliver Antman
Oliver Antman (Vantaa, 2001. augusztus 15. –) finn válogatott labdarúgó, a skót Rangers csatára.

## Pályafutása

### Klubcsapatokban
Antman a finnországi Vantaa városában született. Az ifjúsági pályafutását a KOPSE, a HJK Helsinki és a Legirus Inter, illetve a spanyol Damm csapatában kezdte, majd a finn TiPS akadémiájánál folytatta.
2018-ban mutatkozott be a Gnistan felnőtt keretében. 2018. augusztus 31-én szerződést kötött a dán első osztályban szereplő Nordsjælland együttesével. Először a 2019. március 30-ai, Midtjylland ellen 0–0-ás döntetlennel zárult mérkőzés 87. percében, Mohammed Kudus cseréjeként lépett pályára. Első gólját 2020. február 19-én, a Horsens ellen hazai pályán 6–0-ra megnyert találkozón szerezte meg. A 2022–23-as szezon második felében a holland első osztályban érdekelt Groningen csapatát erősítette kölcsönben. 2024. augusztus 13-án a holland Go Ahead Eagles szerződtette. 2025. augusztus 4-én négyéves szerződést kötött a skót Rangers csapatával és 6 millió eurós átigazolási díjával a Go Ahead Eagles legdrágább eladót labdarúgója lett. Másnap a bajnokok ligája selejtezőjében mutatkozott be a cseh Viktoria Plzeň ellen.

### A válogatottban
Antman az U18-as, az U19-es és az U21-es korosztályú válogatottakban is képviselte Finnországot.
2022-ben debütált a felnőtt válogatottban. Először 2022. szeptember 27-én, Montenegró ellen 2–0-ás győzelemmel zárult Nemzetek Ligája mérkőzésen lépett pályára és egyben megszerezte első válogatott gólját is.

## Statisztikák
2023. május 28. szerint
| Klub                   | Szezon   | Osztály          | Bajnokság | Bajnokság | Kupa  | Kupa | Nemzetközi | Nemzetközi | Összesen | Összesen |
| Klub                   | Szezon   | Osztály          | Meccs     | Gól       | Meccs | Gól  | Meccs      | Gól        | Meccs    | Gól      |
| ---------------------- | -------- | ---------------- | --------- | --------- | ----- | ---- | ---------- | ---------- | -------- | -------- |
| Nordsjælland           | 2018–19  | Danish Superliga | 5         | 0         | 0     | 0    | —          | —          | 5        | 0        |
| Nordsjælland           | 2019–20  | Danish Superliga | 5         | 1         | 1     | 0    | —          | —          | 6        | 1        |
| Nordsjælland           | 2020–21  | Danish Superliga | 19        | 1         | 2     | 1    | —          | —          | 21       | 2        |
| Nordsjælland           | 2021–22  | Danish Superliga | 26        | 5         | 2     | 1    | —          | —          | 28       | 6        |
| Nordsjælland           | 2022–23  | Danish Superliga | 16        | 2         | 3     | 1    | —          | —          | 19       | 3        |
| Nordsjælland           | Összesen | Összesen         | 71        | 9         | 8     | 3    | 0          | 0          | 79       | 12       |
| Groningen (kölcsönben) | 2022–23  | Eredivisie       | 11        | 2         | 0     | 0    | —          | —          | 11       | 2        |
| Összesen               | Összesen | Összesen         | 82        | 11        | 8     | 3    | 0          | 0          | 90       | 14       |

### A válogatottban
| Válogatott | Év       | Pályára lépés | Gól |
| ---------- | -------- | ------------- | --- |
| Finnország | 2022     | 3             | 2   |
| Finnország | 2023     | 5             | 3   |
| Finnország | 2024     | 10            | 1   |
| Finnország | 2025     | 2             | 1   |
| Összesen   | Összesen | 20            | 7   |

#### Góljai a válogatottban
| # | Időpont              | Helyszín                                      | Ellenfél        | Gólok | Eredmény | Kiírás                     |
| - | -------------------- | --------------------------------------------- | --------------- | ----- | -------- | -------------------------- |
| 1 | 2022. szeptember 27. | Podgorica City Stadion, Podgorica, Montenegró | Montenegró      | 1–0   | 2–0      | 2022–23-as Nemzetek Ligája |
| 2 | 2022. november 17.   | Toše Proeski Aréna, Szkopje, Észak-Macedónia  | Észak-Macedónia | 1–0   | 1–1      | Barátságos mérkőzés        |
| 3 | 2023. március 23.    | Parken Stadion, Koppenhága, Dánia             | Dánia           | 1–1   | 1–3      | 2024-es EB-selejtező       |
| 4 | 2023. június 16.     | Olimpiai Stadion, Helsinki, Finnország        | Szlovénia       | 2–0   | 2–0      | 2024-es EB-selejtező       |
| 5 | 2023. szeptember 7.  | Asztana Aréna, Asztana, Kazahsztán            | Kazahsztán      | 1–0   | 1–0      | 2024-es EB-selejtező       |
| 6 | 2024. június 7.      | Hampden Park, Glasgow, Skócia                 | Skócia          | 2–2   | 2–2      | Barátságos mérkőzés        |
| 7 | 2025. március 21.    | Nemzeti Stadion, Ta’ Qali, Málta              | Málta           | 1–0   | 1–0      | 2026-os VB-selejtező       |

## Sikerei, díjai
Go Ahead Eagles
- Holland Kupa
  - Győztes (1): 2024–25